# Radical 130
Le radical 130, qui signifie la viande, est un des 29 des 214 radicaux chinois répertoriés dans le dictionnaire de Kangxi composés de six traits.
Le caractère Unicode de 肉 est 8089.

## Caractères avec le radical 130
| nombre de traits          | caractères |
| ------------------------- | --- |
| Sans trait supplémentaire | 肉 (⺼↔月) |
| 1 traits supplémentaires  | 肊 |
| 2 traits supplémentaires  | 肋 肌 肍 肎 肏 |
| 3 traits supplémentaires  | 肐 肑 肒 肓 肔 肕 肖 肗 肘 肙 肚 肛 肜 肝 肞 肟 肠 |
| 4 traits supplémentaires  | 股 肢 肣 肤 肥 肦 肧 肨 肩 肪 肫 肬 肮 肯 肰 肱 育 肳 肴 肵 肶 肷 肸 肹                                                                                  |
| 5 traits supplémentaires  | 肺 肻 肼 肽 肾 肿 胀 胁 胂 胃 胄 胅 胆 胇 胈 胉 胊 胋 背 胍 胎 胏 胐 胑 胒 胓 胔 胕 胖 胗 胘 胚 胛 胜 胝 胞 胟 胠 胡 胢 胣 胤 胥 胦 胧 胨 胩 胪 胫 胬 脉 |
| 6 traits supplémentaires  | 胭 胮 胯 胰 胱 胲 胳 胴 胵 胶 胷 胸 胹 胺 胻 能 胾 胿 脀 脁 脂 脃 脄 脅 脆 脇 脈 脊 脋 脌 脍 脎 脏 脐 脑 脒 脓 脔                                        |
| 7 traits supplémentaires  | 脕 脖 脗 脘 脙 脚 脛 脜 脝 脞 脟 脠 脡 脢 脣 脤 脥 脦 脧 脨 脩 脪 脫 脬 脭 脮 脯 脰 脱 脲 脳 脴 脵 脶 脷 脸 腕                                           |
| 8 traits supplémentaires  | 胼 脹 脺 脻 脼 脽 脾 脿 腀 腁 腂 腃 腄 腅 腆 腇 腈 腉 腊 腋 腌 腍 腎 腏 腐 腑 腒 腓 腔 腖 腗 腘 腙 腚                                                    |
| 9 traits supplémentaires  | 腛 腜 腝 腞 腟 腠 腡 腢 腣 腤 腥 腦 腧 腨 腩 腪 腫 腬 腭 腮 腯 腰 腱 腲 腳 腴 腵 腶 腷 腸 腹 腺 腻 腼 腽 腾 腿                                           |
| 10 traits supplémentaires | 膀 膁 膂 膃 膄 膅 膆 膇 膈 膉 膊 膋 膌 膍 膎 膏 膐 膑 |
| 11 traits supplémentaires | 膒 膓 膔 膕 膖 膗 膘 膙 膚 膛 膜 膝 膞 膟 膠 膡 膢 膣 |
| 12 traits supplémentaires | 膥 膦 膧 膨 膩 膪 膫 膬 膭 膮 膯 膰 膱 膲 膳 膴 膵 膶 |
| 13 traits supplémentaires | 膷 膸 膹 膺 膻 膼 膽 膾 膿 臀 臁 臂 臃 臄 臅 臆 臇 臈 臉 臊 臋 臌                                                                                        |
| 14 traits supplémentaires | 臍 臎 臏 臐 臑 臒 臓 |
| 15 traits supplémentaires | 臔 臕 臗 臘 |
| 16 traits supplémentaires | 臖 臙 臚 臛 臜 |
| 17 traits supplémentaires | 臝 |
| 18 traits supplémentaires | 臞 臟 |
| 19 traits supplémentaires | 臠 臡 臢 |